# Lịch sử phiên bản Android
Lịch sử phiên bản của hệ điều hành di động Android bắt đầu với việc phát hành công khai phiên bản beta đầu tiên vào ngày 5 tháng 11 năm 2007. Phiên bản thương mại đầu tiên, Android 1.0, được phát hành vào ngày 23 tháng 9 năm 2008. Hệ điều hành này được Google phát triển theo chu kỳ hàng năm từ năm 2011. Các bản phát hành lớn được công bố tại Google I/O cùng với phiên bản beta công khai đầu tiên dành cho các thiết bị Google Pixel được hỗ trợ. Phiên bản ổn định sau đó sẽ được phát hành cùng năm.

## Tổng quan
Quá trình phát triển của Android bắt đầu vào năm 2003 bởi Android, Inc., công ty sau đó được Google mua lại vào năm 2005. Có ít nhất hai bản phát hành nội bộ của phần mềm bên trong Google và Liên minh thiết bị cầm tay mở trước khi phiên bản beta được phát hành. Bản beta được phát hành vào ngày 5 tháng 11 năm 2007, trong khi bộ công cụ phát triển phần mềm (SDK) được phát hành vào ngày 12 tháng 11 năm 2007. Một số phiên bản beta công khai của SDK đã được phát hành. Những bản phát hành này được thực hiện thông qua giả lập phần mềm vì các thiết bị vật lý không tồn tại để kiểm thử hệ điều hành. Cả hệ điều hành và SDK đều được phát hành cùng với mã nguồn của chúng, dưới dạng phần mềm miễn phí theo Giấy phép Apache.
Bản phát hành công khai đầu tiên của Android 1.0 diễn ra cùng với việc phát hành T-Mobile G1 (còn gọi là HTC Dream) vào tháng 10 năm 2008. Android 1.0 và 1.1 không được phát hành dưới tên mã cụ thể. Tên mã "Astro Boy" và "Bender" đã được gắn thẻ nội bộ trên một số bản dựng đầu tiên trước phiên bản 1.0 và chưa bao giờ được sử dụng làm tên mã thực tế của các bản phát hành 1.0 và 1.1 của hệ điều hành.
Người quản lý dự án, Ryan Gibson, đã nảy ra ý tưởng sử dụng sơ đồ đặt tên theo chủ đề bánh kẹo cho các bản phát hành công khai, bắt đầu với Android 1.5 Cupcake. Google đã thông báo vào tháng 8 năm 2019 rằng họ sẽ chấm dứt kế hoạch đặt tên theo chủ đề bánh kẹo để sử dụng thứ tự số cho các phiên bản trong tương lai. Bản phát hành đầu tiên theo định dạng số thứ tự là Android 10, được phát hành vào tháng 9 năm 2019.
Vào năm 2017, Google đã thông báo rằng Google Play sẽ bắt đầu yêu cầu các ứng dụng nhắm đến phiên bản Android gần đây. Kể từ đó, một phiên bản Android lớn mới sẽ được phát hành vào nửa cuối mỗi năm và các ứng dụng phải nhắm đến phiên bản đó vào ngày 1 tháng 8 năm sau đối với các ứng dụng mới hoặc ngày 1 tháng 11 đối với các bản cập nhật.

### Phiên bản phát hành trước thương mại (2007–2008)

#### Android alpha 1.0
Có ít nhất hai phiên bản nội bộ trong Google và Liên minh thiết bị cầm tay mở trước khi Android beta phát hành vào tháng 11 năm 2007. Trong sự kiện quan trọng trong nội bộ được phát hành, tên của robot hư cấu đã được chọn, với các phiên bản khác nhau tên-mã "Astro Boy", "Bender" và "R2-D2". Dan Morrill đã tạo ra một số biểu tượng đầu tiên, nhưng hiện nay màu xanh trên logo Android được thiết kế bởi Irina Blok.

#### Android beta 1.2
Android beta được phát hành vào 5 tháng 11 năm 2007, trong khi bộ phát triển phần mềm (SDK) được phát hành vào 12 tháng 11 năm 2007. Ngày 5 tháng 11 được tổ chức như "sinh nhật" của Android. Phiên bản beta của SDK được phát hành như sau:
- 16 tháng 11 năm 2007: m3-rc22a[24]
- 14 tháng 12 năm 2007: m3-rc37a[25]
- 13 tháng 2 năm 2008: m5-rc14[26]
- 3 tháng 3 năm 2008: m5-rc15[27]
- 18 tháng 8 năm 2008: 0.9[28]
- 23 tháng 9 năm 2008: 1.0-r1[29]

| Tên | Tên mã nội bộ        | Số phiên bản  | Cấp độ API | Ngày phát hành phiên bản ổn định | Ngày phát hành bản vá bảo mật mới nhất | Phiên bản Dịch vụ Google Play mới nhất (ngày phát hành) |
| --- | -------------------- | ------------- | ---------- | -------------------------------- | -------------------------------------- | ------------------------------------------------------- |
| Android 1.0 | —                    | 1.0           | 1          | 23 tháng 9 năm 2008              | —                                      | —                                                       |
| Android 1.1 | Petit Four           | 1.1           | 2          | 9 tháng 2 năm 2009               | —                                      | —                                                       |
| Android Cupcake | Cupcake              | 1.5           | 3          | 27 tháng 4 năm 2009              | —                                      | —                                                       |
| Android Donut | Donut                | 1.6           | 4          | 15 tháng 9 năm 2009              | —                                      | —                                                       |
| Android Eclair | Eclair               | 2.0           | 5          | 27 tháng 10 năm 2009             | —                                      | —                                                       |
| Android Eclair | Eclair               | 2.0.1         | 6          | 3 tháng 11 năm 2009              | —                                      | —                                                       |
| Android Eclair | Eclair               | 2.1           | 7          | 11 tháng 2 năm 2010              | —                                      | —                                                       |
| Android Froyo | Froyo                | 2.2 – 2.2.3   | 8          | 20 tháng 5 năm 2010              | —                                      | 3.2.25 (tháng 10 năm 2014)                              |
| Android Gingerbread | Gingerbread          | 2.3 – 2.3.2   | 9          | 6 tháng 11 năm 2010              | —                                      | 10.0.84 (tháng 11 năm 2016)                             |
| Android Gingerbread | Gingerbread          | 2.3.3 – 2.3.7 | 10         | 9 tháng 2 năm 2011               | —                                      | 10.0.84 (tháng 11 năm 2016)                             |
| Android Honeycomb | Honeycomb            | 3.0           | 11         | 22 tháng 2 năm 2011              | —                                      | 10.0.84 (tháng 11 năm 2016)                             |
| Android Honeycomb | Honeycomb            | 3.1           | 12         | 10 tháng 5 năm 2011              | —                                      | 10.0.84 (tháng 11 năm 2016)                             |
| Android Honeycomb | Honeycomb            | 3.2 – 3.2.6   | 13         | 15 tháng 7 năm 2011              | —                                      | 10.0.84 (tháng 11 năm 2016)                             |
| Android Ice Cream Sandwich                                                                                             | Ice Cream Sandwich   | 4.0 – 4.0.2   | 14         | 18 tháng 10 năm 2011             | —                                      | 14.8.49 (tháng 2 năm 2019)                              |
| Android Ice Cream Sandwich                                                                                             | Ice Cream Sandwich   | 4.0.3 – 4.0.4 | 15         | 16 tháng 11 năm 2011             | —                                      | 14.8.49 (tháng 2 năm 2019)                              |
| Android Jelly Bean | Jelly Bean           | 4.1 – 4.1.2   | 16         | 9 tháng 7 năm 2012               | —                                      | 21.33.56 (tháng 9 năm 2021)                             |
| Android Jelly Bean | Jelly Bean           | 4.2 – 4.2.2   | 17         | 13 tháng 11 năm 2012             | —                                      | 21.33.56 (tháng 9 năm 2021)                             |
| Android Jelly Bean | Jelly Bean           | 4.3 – 4.3.1   | 18         | 24 tháng 7 năm 2013              | —                                      | 21.33.56 (tháng 9 năm 2021)                             |
| Android KitKat | Key Lime Pie         | 4.4 – 4.4.4   | 19         | 31 tháng 10 năm 2013             | Tháng 10 năm 2017                      | 23.30.13 (tháng 8 năm 2023)                             |
| Android KitKat | Key Lime Pie         | 4.4W – 4.4W.2 | 20         | 25 tháng 6 năm 2014              | ?                                      | 23.30.13 (tháng 8 năm 2023)                             |
| Android Lollipop | Lemon Meringue Pie   | 5.0 – 5.0.2   | 21         | 4 tháng 11 năm 2014              | Tháng 11 năm 2017                      | 23.50.14 (tháng 1 năm 2024)                             |
| Android Lollipop | Lemon Meringue Pie   | 5.1 – 5.1.1   | 22         | 2 tháng 3 năm 2015               | Tháng 3 năm 2018                       | 23.50.14 (tháng 1 năm 2024)                             |
| Android Marshmallow | Macadamia Nut Cookie | 6.0 – 6.0.1   | 23         | 2 tháng 10 năm 2015              | Tháng 8 năm 2018                       | 23.50.14 (tháng 1 năm 2024)                             |
| Android Nougat | New York Cheesecake  | 7.0           | 24         | 22 tháng 8 năm 2016              | Tháng 8 năm 2019                       | 23.50.14 (tháng 1 năm 2024)                             |
| Android Nougat | New York Cheesecake  | 7.1 – 7.1.2   | 25         | 4 tháng 10 năm 2016              | Tháng 10 năm 2019                      | 23.50.14 (tháng 1 năm 2024)                             |
| Android Oreo | Oatmeal Cookie       | 8.0           | 26         | 21 tháng 8 năm 2017              | Tháng 2 năm 2021                       | 23.50.14 (tháng 1 năm 2024)                             |
| Android Oreo | Oatmeal Cookie       | 8.1           | 27         | 5 tháng 12 năm 2017              | Tháng 10 năm 2021                      | 23.50.14 (tháng 1 năm 2024)                             |
| Android Pie | Pistachio Ice Cream  | 9             | 28         | 6 tháng 8 năm 2018               | Tháng 2 năm 2022                       | 23.50.14 (tháng 1 năm 2024)                             |
| Android 10 | Quince Tart          | 10            | 29         | 3 tháng 9 năm 2019               | Tháng 2 năm 2023                       | 23.50.14 (tháng 1 năm 2024)                             |
| Android 11 | Red Velvet Cake      | 11            | 30         | 8 tháng 9 năm 2020               | Tháng 8 năm 2023                       | 23.50.14 (tháng 1 năm 2024)                             |
| Android 12 | Snow Cone            | 12            | 31         | 4 tháng 10 năm 2021              | Tháng 8 năm 2023                       | 23.50.14 (tháng 1 năm 2024)                             |
| Android 12L | Snow Cone v2         | 12.1          | 32         | 7 tháng 3 năm 2022               | Tháng 8 năm 2023                       | 23.50.14 (tháng 1 năm 2024)                             |
| Android 13 | Tiramisu             | 13            | 33         | 15 tháng 8 năm 2022              | Tháng 8 năm 2023                       | 23.50.14 (tháng 1 năm 2024)                             |
| Android 14 | Upside Down Cake     | 14            | 34         | 4 tháng 10 năm 2023              | Tháng 8 năm 2023                       | 23.50.14 (tháng 1 năm 2024)                             |
| Android 15 | Vanilla Ice Cream    | 15            | TBA        | Q2 2024                          | —                                      | —                                                       |
| Chú giải:Phiên bản cũPhiên bản cũ, vẫn được hỗ trợPhiên bản mới nhấtPhiên bản xem trước mới nhấtRa mắt trong tương lai |                      |               |            |                                  |                                        |                                                         |

1. ↑  12L được phát hành như một phần của bản cập nhật bảo mật tháng 3 năm 2022 cho các thiết bị Pixel được hỗ trợ. Bản cập nhật tháng 3 năm 2022 và các bản cập nhật tiếp theo hiển thị phiên bản là 12.1.[40] The device's about page will still show the Android version as 12.[41]
2. ↑  Bản phát hành không ổn định mới nhất của Android 14, Public Beta 5.2, được phát hành vào ngày 25 tháng 8 năm 2023.[43]

## Lịch sử phiên bản
Dưới đây là bảng thể hiện ngày phát hành và tính năng chính trong các bản cập nhật hệ điều hành Android, được liệt kê theo thứ tự thời gian chính thức của cấp độ giao diện lập trình ứng dụng (API).
| Android 1.0 (API mức độ 1) | Android 1.0 (API mức độ 1) | Android 1.0 (API mức độ 1) | Android 1.0 (API mức độ 1) |
| Android 1.0, phiên bản thương mại đầu tiên của phần mềm, đã được phát hành vào 23 tháng 9 năm 2008. Thiết bị thương mại đầu tiên có sẵn Android là HTC Dream. Android 1.0 tích hợp các chức năng sau: | Android 1.0, phiên bản thương mại đầu tiên của phần mềm, đã được phát hành vào 23 tháng 9 năm 2008. Thiết bị thương mại đầu tiên có sẵn Android là HTC Dream. Android 1.0 tích hợp các chức năng sau: | Android 1.0, phiên bản thương mại đầu tiên của phần mềm, đã được phát hành vào 23 tháng 9 năm 2008. Thiết bị thương mại đầu tiên có sẵn Android là HTC Dream. Android 1.0 tích hợp các chức năng sau: | Android 1.0, phiên bản thương mại đầu tiên của phần mềm, đã được phát hành vào 23 tháng 9 năm 2008. Thiết bị thương mại đầu tiên có sẵn Android là HTC Dream. Android 1.0 tích hợp các chức năng sau: |
| Phiên bản | Ngày phát hành | Tính năng | Hình ảnh |
| --- | --- | --- | --- |
| 1.0 | 23 tháng 9 năm 2008 | - Ứng dụng Android Market tải xuống và cập nhật thông qua ứng dụng Market - Web browser hiển thị, phóng to và đầy đủ trang web HTML và XHTML – nhiều trang hiển thị dưới dạng của sổ ("thẻ") - Hỗ trợ máy ảnh – tuy nhiên, phiên bản này thiếu tùy chọn thay đổi độ phân giải trong máy ảnh, cân bằng trắng, chất lượng,... - Thư mục cho phép nhóm một số ứng dụng vào một thư mục trên màn hình chủ - Truy cập vào máy chủ web email, hỗ trợ POP3, IMAP4, và SMTP - Gmail đồng bộ với ứng dụng Gmail - Google Contacts đồng bộ với ứng dụng People - Google Calendar đồng bộ với ứng dụng Calendar - Google Maps với Street View để xem bản đồ và hình ảnh vệ tinh, cũng như tìm các doanh nghiệp và hướng dẫn chỉ đường sử dụng GPS - Google Sync, cho phép đồng bộ hóa dữ liệu trên không của Gmail, People, và Calendar - Google Search, cho phép người dùng có thể tìm kiếm trên mạng và ứng dụng điện thoại, danh bạ, lịch,... - Google Talk tin nhắn tức thời - Tin nhắn tức thời, SMS, và MMS - Máy nghe nhạc, cho phép quản lý, nhập, và phát lại các tập tin media – tuy nhiên, phiên bản này thiếu hỗ trợ video và stereo Bluetooth - Thông báo xuất hiện trong thanh trạng thái, với tùy chọn cái đặt nhạc chuông, LED và báo rung - Voice Dialer cho phép quay số và thay thế điện thoại không cần bấm tên hoặc số - Wallpaper cho phép người dùng thiết lập hình nền hoặc hình nằm sau màn hình chính và widgets - YouTube video player - Các ứng dụng khác bao gồm: báo thức, máy tính, quay số (điện thoại), màn hình chính (Launcher), hình ảnh (thư viện), và cài đặt - Wi-Fi và hỗ trợ Bluetooth pp | HTC Dream |

| Android 1.1 (API mức độ 2) | Android 1.1 (API mức độ 2) | Android 1.1 (API mức độ 2) | Android 1.1 (API mức độ 2) |
| Vào 9 tháng 2 năm 2009, cập nhật Android 1.1 đã được phát hành, ban đầu cho HTC Dream. Android 1.1 được biết đến như "Petit Four" nội bộ, mặc dù tên này không được sử dụng chính thức. Bản cập nhật giải quyết lỗi, thay đổi Android API và thêm vào một số tính năng: | Vào 9 tháng 2 năm 2009, cập nhật Android 1.1 đã được phát hành, ban đầu cho HTC Dream. Android 1.1 được biết đến như "Petit Four" nội bộ, mặc dù tên này không được sử dụng chính thức. Bản cập nhật giải quyết lỗi, thay đổi Android API và thêm vào một số tính năng: | Vào 9 tháng 2 năm 2009, cập nhật Android 1.1 đã được phát hành, ban đầu cho HTC Dream. Android 1.1 được biết đến như "Petit Four" nội bộ, mặc dù tên này không được sử dụng chính thức. Bản cập nhật giải quyết lỗi, thay đổi Android API và thêm vào một số tính năng:                                                              | Vào 9 tháng 2 năm 2009, cập nhật Android 1.1 đã được phát hành, ban đầu cho HTC Dream. Android 1.1 được biết đến như "Petit Four" nội bộ, mặc dù tên này không được sử dụng chính thức. Bản cập nhật giải quyết lỗi, thay đổi Android API và thêm vào một số tính năng: |
| Phiên bản | Ngày phát hành | Tính năng | Hình ảnh |
| --- | --- | --- | --- |
| 1.1 | 9 tháng 2 năm 2009 | - Có sẵn chi tiết và đánh giá khi người dùng tìm kiếm doanh nghiệp trên bản đồ - Màn hình thời gian chờ dài hơn trong cuộc gọi khi sử dụng loa, cộng với khả năng hiển thị/ẩn bàn phím quay số - Khả năng lưu tập tin đính kèm trong các tin nhắn - Hỗ trợ thêm vùng lựa chọn trong bố trí hệ thống - Hỗ trợ tìm kiếm bằng giọng nói | |

| Android 1.5 Cupcake (API mức độ 3) | Android 1.5 Cupcake (API mức độ 3) | Android 1.5 Cupcake (API mức độ 3) | Android 1.5 Cupcake (API mức độ 3) |
| Vào 27 tháng 4 năm 2009, bản cập nhật Android 1.5 đã được phát hành, dựa trên Hạt nhân Linux 2.6.27. Đây là lần phát hành đầu tiên sử dụng tên mã dựa trên món tráng miệng ("Cupcake"), nó sẽ là chủ đề sẽ được sử dụng từ nay trở về sau. Bản cập nhật bao gồm một số tính năng mới và sử đổi giao diện người dùng UI: | Vào 27 tháng 4 năm 2009, bản cập nhật Android 1.5 đã được phát hành, dựa trên Hạt nhân Linux 2.6.27. Đây là lần phát hành đầu tiên sử dụng tên mã dựa trên món tráng miệng ("Cupcake"), nó sẽ là chủ đề sẽ được sử dụng từ nay trở về sau. Bản cập nhật bao gồm một số tính năng mới và sử đổi giao diện người dùng UI: | Vào 27 tháng 4 năm 2009, bản cập nhật Android 1.5 đã được phát hành, dựa trên Hạt nhân Linux 2.6.27. Đây là lần phát hành đầu tiên sử dụng tên mã dựa trên món tráng miệng ("Cupcake"), nó sẽ là chủ đề sẽ được sử dụng từ nay trở về sau. Bản cập nhật bao gồm một số tính năng mới và sử đổi giao diện người dùng UI: | Vào 27 tháng 4 năm 2009, bản cập nhật Android 1.5 đã được phát hành, dựa trên Hạt nhân Linux 2.6.27. Đây là lần phát hành đầu tiên sử dụng tên mã dựa trên món tráng miệng ("Cupcake"), nó sẽ là chủ đề sẽ được sử dụng từ nay trở về sau. Bản cập nhật bao gồm một số tính năng mới và sử đổi giao diện người dùng UI: |
| Phiên bản | Ngày phát hành | Tính năng | Hình ảnh |
| --- | --- | --- | --- |
| 1.5 | 30 tháng 4 năm 2009 | - Hỗ trợ bàn phím ảo thứ ba với đoán văn bản và từ điển từ các tùy chỉnh - Hỗ trợ Widget – thu nhỏ ứng dụng có thể nhúng vào một số ứng dụng khác (như màn hình chính) và được cập nhật định kỳ - Quay Video và phát định dạng MPEG-4 và 3GP - Tự động kết nối và hỗ trợ stereo cho Bluetooth (cấu hình A2DP và AVRCP) - Tính năng sao chép và dán trong trình duyệt web - Hình ảnh người dùng cho Mục ưa thích trong Danh bạ - Ngày/giờ hiện cụ thể cho sự kiện trong nhật ký cuộc gọi, và một chạm truy cập vào danh bạ từ nhật ký cuộc gọi - Hiệu ứng chuyển đổi màn hình - Tự động xoay - Màn hình khỏi động mới - Khả năng tải video lên YouTube - Khả năng tải ảnh lên Picasa | |

| Android 1.6 Donut (API mức độ 4) | Android 1.6 Donut (API mức độ 4) | Android 1.6 Donut (API mức độ 4) | Android 1.6 Donut (API mức độ 4) |
| Vào 15 tháng 9 năm 2009, Android 1.6 SDK – gọi là Donut – đã được phát hành, dựa trên Linux kernel 2.6.29. Bao gồm trong bản cập nhật là nhiều tính năng mới: | Vào 15 tháng 9 năm 2009, Android 1.6 SDK – gọi là Donut – đã được phát hành, dựa trên Linux kernel 2.6.29. Bao gồm trong bản cập nhật là nhiều tính năng mới: | Vào 15 tháng 9 năm 2009, Android 1.6 SDK – gọi là Donut – đã được phát hành, dựa trên Linux kernel 2.6.29. Bao gồm trong bản cập nhật là nhiều tính năng mới: | Vào 15 tháng 9 năm 2009, Android 1.6 SDK – gọi là Donut – đã được phát hành, dựa trên Linux kernel 2.6.29. Bao gồm trong bản cập nhật là nhiều tính năng mới: |
| Phiên bản | Ngày phát hành | Tính năng | Hình ảnh |
| --- | --- | --- | --- |
| 1.6 | 15 tháng 9 năm 2009 | - Tìm kiếm bằng giọng nói và nhập văn bản tăng cường bao gồm lịch sử đánh dấu, địa chỉ liên lạc, và các trang web - Khả năng cho phép nhà phát triển bao gồm các nội dung của họ trong kết quả - Công cụ tổng hợp giọng nói đa ngôn ngữ cho phép một số ứng dụng Android "nói" chuỗi văn bản - Dễ dàng tìm kiếm và khả năng xem chụp màn hình ứng dụng trên Android Market - Hình ảnh, máy ảnh và máy quay tích hợp đầy đủ hơn, với cho phép truy cập máy ảnh nhanh - Cho phép người dùng có thể chọn nhiều ảnh để xóa - Cập nhật công nghệ hỗ trợ cho CDMA/EVDO, IEEE 802.1X, VPNs, và công cụ text-to-speech - Hỗ trợ cho màn hình độ phân giải WVGA - Cải thiện tốc độ trong việc tìm kiếm và ứng dụng máy ảnh - Mở rộng cử chỉ và thanh công cụ phát triển mới GestureBuilder | |

| Android 2.0 Eclair (API mức độ 5)                                                                                                 | Android 2.0 Eclair (API mức độ 5)                                                                                                 | Android 2.0 Eclair (API mức độ 5) | Android 2.0 Eclair (API mức độ 5)                                                                                                 |
| Vào 26 tháng 10 năm 2009, Android 2.0 SDK – tên mã là Eclair – đã được phát hành, dựa trên Linux kernel 2.6.29. Thay đổi bao gồm: | Vào 26 tháng 10 năm 2009, Android 2.0 SDK – tên mã là Eclair – đã được phát hành, dựa trên Linux kernel 2.6.29. Thay đổi bao gồm: | Vào 26 tháng 10 năm 2009, Android 2.0 SDK – tên mã là Eclair – đã được phát hành, dựa trên Linux kernel 2.6.29. Thay đổi bao gồm: | Vào 26 tháng 10 năm 2009, Android 2.0 SDK – tên mã là Eclair – đã được phát hành, dựa trên Linux kernel 2.6.29. Thay đổi bao gồm: |
| Phiên bản | Ngày phát hành | Tính năng | Hình ảnh |
| --- | --- | --- | --- |
| 2.0 | 26 tháng 10 năm 2009 | - Mở rộng đồng bộ hóa tài khoản, cho phép người dùng có thể thêm nhiều tài khoản trên một thiết bị cho đồng bộ của email và danh bạ - Hỗ trợ Microsoft Exchange email, với hộp thư đến trình duyệt email từ nhiều tài khoản trên một trang - Hỗ trợ Bluetooth 2.1 - Khả năng chọn ảnh danh bạ và chọn để gọi, SMS, hoặc email cho ai đó - Khả năng tìm kiếm tất cả tin nhắn SMS và MMS đã lưu trữ, với xóa tin nhắn cũ nhất trong hội thoại, tự động xóa khi đến giới hạn quy định - Nhiều tính năng mới cho máy ảnh, bao gồm hỗ trợ flash, zoom kỹ thuật số, chế độ cảnh, cân bằng trắng, hiệu ứng màu và canh nét - Cải thiện tốc độ đánh máy trên bàn phím ảo, với từ điển thông minh hơn học từ việc sử dụng từ và bao gồm tên liên lạc như đề xuất - Làm mới trình duyệt UI với thu nhỏ đánh dấu, nhấp 2 lần để zoom và hỗ trợ cho HTML5 - Tăng cường xem lịch trình, hiển thị tình trạng tham dự cho mỗi khách mời, và khả năng mời khách mới đến các sự kiện - Tối ưu hóa tốc độ phần cứng và cải thiện UI - Hỗ trợ màn hình và độ phân giải lớn hơn, với tỷ lệ tương phản tốt hơn - Cải thiện Google Maps 3.1.2 - Lớp MotionEvent tăng cường theo dõi cảm ứng đa điểm - Bổ sung live wallpapers, cho phép hình động của màn hình chính chuyển động | |

| Android 2.0.1 Eclair (API mức độ 6) | Android 2.0.1 Eclair (API mức độ 6) | Android 2.0.1 Eclair (API mức độ 6)      | Android 2.0.1 Eclair (API mức độ 6) |
| Phiên bản                           | Ngày phát hành                      | Tính năng                                | Hình ảnh                            |
| ----------------------------------- | ----------------------------------- | ---------------------------------------- | ----------------------------------- |
| 2.0.1                               | 3 tháng 12 năm 2009                 | - Thay đổi nhỏ API, sửa lỗi và framework |                                     |

| Android 2.1 Eclair (API mức độ 7) | Android 2.1 Eclair (API mức độ 7) | Android 2.1 Eclair (API mức độ 7)                            | Android 2.1 Eclair (API mức độ 7) |
| Phiên bản                         | Ngày phát hành                    | Tính năng                                                    | Hình ảnh                          |
| --------------------------------- | --------------------------------- | ------------------------------------------------------------ | --------------------------------- |
| 2.1                               | 12 tháng 1 năm 2010               | - Thay đổi nhỏ cho hàm API và sửa lỗi - Hỗ trợ hình nền động |                                   |

| Android 2.2–2.2.3 Froyo (API mức độ 8)                                                                                         | Android 2.2–2.2.3 Froyo (API mức độ 8)                                                                                         | Android 2.2–2.2.3 Froyo (API mức độ 8) | Android 2.2–2.2.3 Froyo (API mức độ 8)                                                                                         |
| Vào 20 tháng 5 năm 2010, SDK cho Android 2.2 (Froyo, viết tắt của frozen yogurt) được phát hành, dựa trên Linux kernel 2.6.32. | Vào 20 tháng 5 năm 2010, SDK cho Android 2.2 (Froyo, viết tắt của frozen yogurt) được phát hành, dựa trên Linux kernel 2.6.32. | Vào 20 tháng 5 năm 2010, SDK cho Android 2.2 (Froyo, viết tắt của frozen yogurt) được phát hành, dựa trên Linux kernel 2.6.32. | Vào 20 tháng 5 năm 2010, SDK cho Android 2.2 (Froyo, viết tắt của frozen yogurt) được phát hành, dựa trên Linux kernel 2.6.32. |
| Phiên bản | Ngày phát hành | Tính năng | Hình ảnh |
| --- | --- | --- | --- |
| 2.2 | 20 tháng 5 năm 2010 | - Tốc độ, bộ nhớ, và tối ưu hóa hiệu suất - Cải thiện tốc độ ứng dụng bổ sung, thực hiện thông qua JIT compilation - Tích hợp V8 JavaScript engine của Chrome vào ứng dụng trình duyệt - Hỗ trợ cho dịch vụ Android Cloud to Device Messaging (C2DM), cho phép thông báo push - Cải thiện hỗ trợ Microsoft Exchange, bao gồm chính sách bảo mật, tự động phát hiện, GAL look-up, đồng bộ lịch và xóa từ xa - Cải thiện khởi động ứng dụng với phím tắt đến điện thoại và ứng dụng trình duyệt - Chức năng USB tethering và Wi-Fi hotspot - Tùy chọn vô hiệu hóa truy cập dữ liệu qua mạng di động - Cập nhật ứng dụng Market, tính năng tự động cập nhật - Chuyển đổi nhanh bàn phím đa ngôn ngữ và từ điển - Hỗ trợ cho Bluetooth-trên xe hơi và dock - Hỗ trợ password số và chữ - Hỗ trợ tập tin tải lên trong ứng dụng trình duyệt - Trình duyệt có thể xem tất cá khung của ảnh động GIF thay vì chỉ khung đầu tiên - Hỗ trợ cài đặt ứng dụng từ thẻ nhớ mở rộng - Hỗ trợ Adobe Flash - Hỗ trợ màn hình PPI cao (lên đến 320 ppi), như màn hình 4" 720p - Hình ảnh cho phép người dùng xem ngăn sách hình ảnh bằng cách zoom cử chỉ | |
| 2.2.1 | 18 tháng 1 năm 2011 | - Sửa lỗi, cập nhật bảo mật và cải thiện hiệu suất | |
| 2.2.2 | 22 tháng 1 năm 2011 | - Sửa lỗi nhỏ, bao gồm vấn đề định tuyến SMS có ảnh hưởng đến Nexus One | |
| 2.2.3 | 21 tháng 11 năm 2011 | - Hai bản vá bảo mật | |

| Android 2.3–2.3.2 Gingerbread (API mức độ 9)                                                                           | Android 2.3–2.3.2 Gingerbread (API mức độ 9)                                                                           | Android 2.3–2.3.2 Gingerbread (API mức độ 9) | Android 2.3–2.3.2 Gingerbread (API mức độ 9)                                                                           |
| Vào 6 tháng 12 năm 2010, Android 2.3 (Gingerbread) SDK được phát hành, dựa trên Linux kernel 2.6.35. Thay đổi bao gồm: | Vào 6 tháng 12 năm 2010, Android 2.3 (Gingerbread) SDK được phát hành, dựa trên Linux kernel 2.6.35. Thay đổi bao gồm: | Vào 6 tháng 12 năm 2010, Android 2.3 (Gingerbread) SDK được phát hành, dựa trên Linux kernel 2.6.35. Thay đổi bao gồm: | Vào 6 tháng 12 năm 2010, Android 2.3 (Gingerbread) SDK được phát hành, dựa trên Linux kernel 2.6.35. Thay đổi bao gồm: |
| Phiên bản | Ngày phát hành | Tính năng | Hình ảnh |
| --- | --- | --- | --- |
| 2.3 | 6 tháng 12 năm 2010 | - Cập nhật thiết kế giao diện người dùng, tăng độ đơn giản và tốc độ - Hỗ trợ cho màn hình có kích thước lớn và độ phân giải (WXGA và cao hơn) - Hỗ trợ cho thoại internet SIP VoIP - Nhanh hơn, nhập văn bản trực quan hơn trong bàn phím ảo, cải thiện độ chính xác, nội dung đề xuất tốt hơn và chế độ nhập liệu bằng giọng nói - Tăng cường tính năng copy/paste, cho phép người dùng chọn từ bằng cách nhấn giữ, sao chép, và dán - Hỗ trợ cho giao tiếp gần (NFC), cho phép người dùng có thể đọc thẻ NFC nhúng trong một poster, nhãn dán, hoặc quảng cáo - Hiệu ứng âm thanh mới như tiếng vang, cân bằng, ảo hoá tai nghe, và tăng độ bass - Quản lý tải xuống mới, cho phép người dùng dễ dàng truy cập vào bất kì tập tin tải xuống nào từ trình duyệt, email, hoặc ứng dụng khác - Hỗ trợ cho nhiều máy ảnh trên thiết bị, bao gồm máy ảnh trước nếu có - Hỗ trợ cho phát video WebM/VP8, và mã hoá âm thanh AAC - Cải thiện năng lực quản lý với thêm một vài tính năng quản lý ứng cho phép giữ thiết bị luôn thức trong thời gian dài - Tăng cường hỗ trợ phát triển mã nguồn gốc - Chuyển từ YAFFS thành ext4 trên thiết bị mới - Âm thanh, đồ hoạ, và đầu vào cải tiến cho nhà phát triển trò chơi - Đồng thời thu gom rác để tăng hiệu suất - Hỗ trợ cho các cảm biến nhiều hơn (như con quay và áp kế) | Android 2.3 trên giả lập Android SDK                                                                                   |
| 2.3.1 | Tháng 12 2010 | - Cải tiến và sửa lỗi cho Google Nexus S | Android 2.3 trên giả lập Android SDK                                                                                   |
| 2.3.2 | Tháng 1 2011 | - Cải tiến và sửa lỗi cho Google Nexus S | Android 2.3 trên giả lập Android SDK                                                                                   |

| Android 2.3.3–2.3.7 Gingerbread (API mức độ 10) | Android 2.3.3–2.3.7 Gingerbread (API mức độ 10) | Android 2.3.3–2.3.7 Gingerbread (API mức độ 10) | Android 2.3.3–2.3.7 Gingerbread (API mức độ 10) |
| Phiên bản                                       | Ngày phát hành                                  | Tính năng | Hình ảnh                                        |
| ----------------------------------------------- | ----------------------------------------------- | --- | ----------------------------------------------- |
| 2.3.3                                           | 9 tháng 2 năm 2011                              | - Một số cải tiến và chỉnh sửa API |                                                 |
| 2.3.4                                           | 28 tháng 4 năm 2011                             | - Hỗ trợ trò chuyện giọng nói hoặc sử dụng Google Talk - Mở thư viện hỗ trợ phụ kiện. Mở thư viện đã được giới thiệu trên 3.1 (Honeycomb) nhưng mở thư viện hỗ trợ phụ kiện 2.3.4 thêm hỗ trợ khi kết nối USB ngoại vi với thiết bị tương thích và một ứng dụng tương thích trên thiết bị - Chuyển mã hoá mặc định cho SSL từ AES256-SHA thành RC4-MD5. |                                                 |
| 2.3.5                                           | 25 tháng 7 năm 2011                             | - Cải thiện hiệu suất mạng cho Nexus S 4G, các bản sửa lỗi và cải tiến khác - Sửa lỗi Bluetooth trên Samsung Galaxy S - Cải thiện ứng dụng Gmail - Hiệu ứng bóng khi cuộn danh sách - Cải tiến phần mềm máy ảnh - Cải thiện hiệu suất pin |                                                 |
| 2.3.6                                           | 2 tháng 9 năm 2011                              | - Sửa lỗi tìm kiếm bằng giọng nói - (Cập nhật 2.3.6 gây tác dụng phụ làm tổn hại đến chức năng Wi-Fi hotspot của một vài điện thoại Nexus S Canada. Google công nhận lỗi này và khắc phục nó vào cuối tháng 9.) |                                                 |
| 2.3.7                                           | 21 tháng 9 năm 2011                             | - Hỗ trợ Google Wallet cho Nexus S 4G |                                                 |

| Android 3.0 Honeycomb (API mức độ 11) | Android 3.0 Honeycomb (API mức độ 11) | Android 3.0 Honeycomb (API mức độ 11) | Android 3.0 Honeycomb (API mức độ 11) |
| Vào 22 tháng 2 năm 2011, Android 3.0 (Honeycomb) SDK – máy tính bảng đầu tiên-chỉ cập nhật Android – được phát hành, dựa trên Linux kernel 2.6.36. Thiết bị đầu tiên nhận được phiên bản này là máy tính bảng Motorola Xoom, được phát hành vào 24 tháng 2 năm 2011. Cập nhật tính năng bao gồm: | Vào 22 tháng 2 năm 2011, Android 3.0 (Honeycomb) SDK – máy tính bảng đầu tiên-chỉ cập nhật Android – được phát hành, dựa trên Linux kernel 2.6.36. Thiết bị đầu tiên nhận được phiên bản này là máy tính bảng Motorola Xoom, được phát hành vào 24 tháng 2 năm 2011. Cập nhật tính năng bao gồm: | Vào 22 tháng 2 năm 2011, Android 3.0 (Honeycomb) SDK – máy tính bảng đầu tiên-chỉ cập nhật Android – được phát hành, dựa trên Linux kernel 2.6.36. Thiết bị đầu tiên nhận được phiên bản này là máy tính bảng Motorola Xoom, được phát hành vào 24 tháng 2 năm 2011. Cập nhật tính năng bao gồm: | Vào 22 tháng 2 năm 2011, Android 3.0 (Honeycomb) SDK – máy tính bảng đầu tiên-chỉ cập nhật Android – được phát hành, dựa trên Linux kernel 2.6.36. Thiết bị đầu tiên nhận được phiên bản này là máy tính bảng Motorola Xoom, được phát hành vào 24 tháng 2 năm 2011. Cập nhật tính năng bao gồm: |
| Phiên bản | Ngày phát hành | Tính năng | Hình ảnh |
| --- | --- | --- | --- |
| 3.0 | 22 tháng 2 năm 2011 | - Tối ưu hóa hỗ trợ máy tính bảng với giao diện người dùng "ba chiều" mới - Thêm thanh hệ thống, tính năng truy cập nhanh đến thông báo, tình trạng, và nút điều hướng, có sẵn ở dưới cùng của màn hình - Thêm thanh Action, cho phép truy cập các tùy chọn theo ngữ cảnh, điều hướng, widget, hoặc các loại nội dung ở phía trên cùng của màn hình - Đa nhiệm đơn giản – khai thác các ứng dụng gần đây trên thanh hệ thống cho phép người dùng thấy những hình ảnh đa nhiệm đang được tiến hành và nhảy nhanh từ một ứng dụng này sang ứng dụng khác - Thiết kế lại bàn phím, nhập nhanh hơn, hiệu quả và chính xác hơn trong màn hình lớn - Đơn giản, trực quan hơn giao diện sao chép/dán - Nhiều tab trỉnh duyệt thay thế bằng cửa sổ trình duyệt, cộng với tự động điền và chế độ "ẩn danh" mới cho phép trình duyệt ẩn danh - Truy cập nhanh vào máy tính, lấy nét, flash, zoom, máy ảnh trước, đếm giờ, và những tính năng khác của máy ảnh - Khả năng xem album và bộ sưu tập khác trong chế độ đầy màn hình trong Hình ảnh, với dễ dàng truy cập vào hình ảnh nhỏ khác - Danh bạ UI mới và di chuyển nhanh cho phép người dùng tổ chức và định vị danh bạ - Email UI mới cho phép xem và tổ chức tin nhắn hiệu quả hơn, cho phép người dùng chọn một hoặc nhiều tin nhắn - Tăng tốc phần cứng - Hỗ trợ cho đạ nhân xử lý - Khả năng mã hóa tất cả dữ liệu người dùng - HTTPS stack cải thiện với tên máy chủ chỉ định (SNI) - Tập tinsystem in Userspace (FUSE; kernel module) - Ứng dụng ghi vào dữ liệu thứ cấp (thẻ nhớ trên thiết bị với bộ nhớ lưu trữ nội bộ) bị vô hiệu hoá bên ngoài thiết kế, ứng dụng thư mục cụ thể, trong khi truy cập vào các lưu trữ chính nội bộ vẫn được cho phép thông qua một ứng dụng cho phép cấp riêng biệt. | Android 3.0 trên máy tính bảng Motorola Xoom |

| Android 3.1 Honeycomb (API mức độ 12) | Android 3.1 Honeycomb (API mức độ 12) | Android 3.1 Honeycomb (API mức độ 12) | Android 3.1 Honeycomb (API mức độ 12) |
| Phiên bản                             | Ngày phát hành                        | Tính năng | Hình ảnh                              |
| ------------------------------------- | ------------------------------------- | --- | ------------------------------------- |
| 3.1                                   | 10 tháng 5 năm 2011                   | - Cải tiến UI - Kết nối cho phụ kiện USB (USB On-The-Go). - Mở rộng danh sách các ứng dụng gần đây - Thay đổi kích thước các widget màn hình chính - Hỗ trợ cho bàn phím và các thiết bị vào - Hỗ trợ cho điều khiển và gamepad - Hỗ trợ cho chơi âm thanh FLAC - Khoá hiệu năng Wi-Fi cao, duy trì hiệu suất kết nối Wi-Fi cao khi màn hình thiết bị tắt - Hỗ trợ cho HTTP proxy cho mỗi kết nối đến điểm Wi-Fi |                                       |

| Android 3.2 Honeycomb (API mức độ 13)                                               | Android 3.2 Honeycomb (API mức độ 13)                                               | Android 3.2 Honeycomb (API mức độ 13) | Android 3.2 Honeycomb (API mức độ 13)                                               |
| Hầu hết Google TV thế hệ thứ nhất và thứ hai-hỗ trợ thiết bị sử dụng Honeycomb 3.2. | Hầu hết Google TV thế hệ thứ nhất và thứ hai-hỗ trợ thiết bị sử dụng Honeycomb 3.2. | Hầu hết Google TV thế hệ thứ nhất và thứ hai-hỗ trợ thiết bị sử dụng Honeycomb 3.2. | Hầu hết Google TV thế hệ thứ nhất và thứ hai-hỗ trợ thiết bị sử dụng Honeycomb 3.2. |
| Phiên bản                                                                           | Ngày phát hành                                                                      | Tính năng | Hình ảnh                                                                            |
| ----------------------------------------------------------------------------------- | ----------------------------------------------------------------------------------- | --- | ----------------------------------------------------------------------------------- |
| 3.2                                                                                 | 15 tháng 7 năm 2011                                                                 | - Cải thiện hỗ trợ phần cứng, bao gồm tối ưu hóa cho một phạm vi rộng lớn hơn của máy tính bảng - Tăng khả năng truy cập của các ứng dụng vào thẻ nhớ SD hoặc đồng bộ - Chế độ hiển thị tương thích với các ứng dụng chưa được tối ưu hóa cho độ phân giải màn hình máy tính bảng - Chức năng hỗ trợ hiển thị mới, cho phép lập trình viên kiểm soát nhiều hơn nhiều màn hình xuất hiện trên nhiều thiết bị Android khác nhau |                                                                                     |
| 3.2.1                                                                               | 20 tháng 9 năm 2011                                                                 | - Sửa lỗi và bảo mật nhỏ, ổn định và cải tiến Wi-Fi - Cập nhật cho Android Market với tự động cập nhật và dễ dàng đọc văn bản Điều khoản và Điều kiện hơn - Cập nhật cho Google Books - Cải hiện hỗ trợ Adobe Flash cho trình duyệt - Cải hiện đoán chữ viết tay Tiếng Trung |                                                                                     |
| 3.2.2                                                                               | 30 tháng 8 năm 2011                                                                 | - Sửa lỗi và cải tiến nhỏ khác Motorola Xoom 4G |                                                                                     |
| 3.2.3                                                                               |                                                                                     | - Sửa lỗi và cải tiến nhỏ khác cho Motorola Xoom và Motorola Xoom 4G |                                                                                     |
| 3.2.4                                                                               | Tháng 12 2011                                                                       | - "Pay as You Go" hỗ trợ cho máy tính bảng 3G và 4G |                                                                                     |
| 3.2.5                                                                               | Tháng 1 2012                                                                        | - Sửa lỗi và cải tiến nhỏ khác cho Motorola Xoom và Motorola Xoom 4G |                                                                                     |
| 3.2.6                                                                               | Tháng 2 2012                                                                        | - Sửa vấn đề kết nối dữ liệu khi ra khỏi chế độ máy bay trên US 4G Motorola Xoom |                                                                                     |

| Android 4.0 Ice Cream Sandwich (API mức độ 14) | Android 4.0 Ice Cream Sandwich (API mức độ 14) | Android 4.0 Ice Cream Sandwich (API mức độ 14) | Android 4.0 Ice Cream Sandwich (API mức độ 14) |
| Phiên bản Android 4.0 (Ice Cream Sandwich), dựa trên kernel Linux 3.0.1, đã được phát hành vào ngày 19 tháng 10 năm 2011. Gabe Cohen thời điểm đó đã phát biểu rằng Android 4.0 tương thích với bất kì thiết bị đang chạy Android 2.3.x trên lý thuyết. Mã nguồn của Android 4.0 có sẵn cho các lập trình viên từ ngày 14 tháng 11 năm 2011. Ice Cream Sandwich là phiên bản cuối cùng chính thức hỗ trợ Adobe Flash player. Bản cập nhật này giới thiệu nhiều tính năng mới như sau: | Phiên bản Android 4.0 (Ice Cream Sandwich), dựa trên kernel Linux 3.0.1, đã được phát hành vào ngày 19 tháng 10 năm 2011. Gabe Cohen thời điểm đó đã phát biểu rằng Android 4.0 tương thích với bất kì thiết bị đang chạy Android 2.3.x trên lý thuyết. Mã nguồn của Android 4.0 có sẵn cho các lập trình viên từ ngày 14 tháng 11 năm 2011. Ice Cream Sandwich là phiên bản cuối cùng chính thức hỗ trợ Adobe Flash player. Bản cập nhật này giới thiệu nhiều tính năng mới như sau: | Phiên bản Android 4.0 (Ice Cream Sandwich), dựa trên kernel Linux 3.0.1, đã được phát hành vào ngày 19 tháng 10 năm 2011. Gabe Cohen thời điểm đó đã phát biểu rằng Android 4.0 tương thích với bất kì thiết bị đang chạy Android 2.3.x trên lý thuyết. Mã nguồn của Android 4.0 có sẵn cho các lập trình viên từ ngày 14 tháng 11 năm 2011. Ice Cream Sandwich là phiên bản cuối cùng chính thức hỗ trợ Adobe Flash player. Bản cập nhật này giới thiệu nhiều tính năng mới như sau: | Phiên bản Android 4.0 (Ice Cream Sandwich), dựa trên kernel Linux 3.0.1, đã được phát hành vào ngày 19 tháng 10 năm 2011. Gabe Cohen thời điểm đó đã phát biểu rằng Android 4.0 tương thích với bất kì thiết bị đang chạy Android 2.3.x trên lý thuyết. Mã nguồn của Android 4.0 có sẵn cho các lập trình viên từ ngày 14 tháng 11 năm 2011. Ice Cream Sandwich là phiên bản cuối cùng chính thức hỗ trợ Adobe Flash player. Bản cập nhật này giới thiệu nhiều tính năng mới như sau: |
| Phiên bản | Ngày phát hành | Tính năng | Hình ảnh |
| --- | --- | --- | --- |
| 4.0 | 19 tháng 9 năm 2011 | - Giao diện "Holo" và phông chữ Roboto mới. - Các phím ảo trong phiên bản Android 3.x bây giờ đã có thể sử dụng trên điện thoại. - Tách các widgets sang một tab riêng biệt, liệt kê chúng tương tự như ứng dụng bình thường. - Dễ dàng tạo thư mục hơn trên màn hình với phong cách kéo-và-thả. - Cải thiện hộp thư thoại kèm hình ảnh với khả năng tăng hoặc giảm tốc độ của thư thoại. - Chức năng "Chụm để thu phóng" trong ứng dụng Lịch. - Tích hợp chức năng chụp ảnh màn hình (thực hiện bằng cách nhấn và giữ đồng thời phím Nguồn và phím Giảm âm lượng). - Cải thiện chức năng kiểm tra chính tả khi gõ từ bàn phím. - Truy cập ứng dụng trực tiếp từ màn hình khóa. - Cải thiện chức năng sao chép và dán (copy-and-paste). - Tính năng giọng nói (voice) được cải tiến, chuyển lời nói thành văn bản theo thời gian thực. - Mở khóa bằng gương mặt, một chức năng cho phép người sử dụng mở khóa thiết bị bằng phần mềm Nhận dạng khuôn mặt. - Tự động đồng bộ hóa dấu trang (Bookmarks) với tài khoản người dùng Chrome. - Mục "Sử dụng dữ liệu" (Data Usage) trong cài đặt cho phép người dùng cài đặt mức cảnh báo khi họ sử dụng đến mức giới hạn, và tự động ngắt kết nối dữ liệu khi vượt ngưỡng cho phép. - Tắt ứng dụng trong danh sách ứng dụng gần đây bằng cách vuốt. - Ứng dụng chụp ảnh được thiết kế lại, giảm độ trễ màn chập, chế độ chụp toàn cảnh panorama, và khả năng zoom trong khi quay video. - Tích hợp công cụ chỉnh sửa ảnh. - Bố cục Thư viện hình ảnh mới, tổ chức theo địa điểm ảnh chụp và nhận dạng người trong ảnh. - "Danh bạ" của điện thoại được tách ra thành ứng dụng "People" tích hợp mạng xã hội, có thể hiển thị bài viết và hình ảnh chất lượng cao. - Android Beam, một tính năng cho phép chia sẻ các nội dung trong các ứng dụng tương thích giữa các thiết bị có hỗ trợ NFC. - Hỗ trợ định dạng WebP. - Tăng tốc phần cứng cho giao diện người dùng (UI). - Wi-Fi Direct. - Quay video 1080p cho các thiết bị Android gốc (stock). - Android VPN Framework (AVF), và module kernel TUN (không phải TAP). (Trước đây phần mềm VPN yêu cầu thiết bị phải được root). | |

| Android 4.0.3 Ice Cream Sandwich (API mức độ 15) | Android 4.0.3 Ice Cream Sandwich (API mức độ 15) | Android 4.0.3 Ice Cream Sandwich (API mức độ 15) | Android 4.0.3 Ice Cream Sandwich (API mức độ 15) |
| Phiên bản                                        | Ngày phát hành                                   | Tính năng | Hình ảnh                                         |
| ------------------------------------------------ | ------------------------------------------------ | --- | ------------------------------------------------ |
| 4.0.3                                            | 16 tháng 12 năm 2011                             | - Sửa lỗi và tối ưu hệ thống. - Cải tiến đồ họa, cơ sở dữ liệu, kiểm tra giọng nói và chức năng Bluetooth - API mới cho lập trình viên, bao gồm cả một API tích hợp mạng xã hội với danh bạ. - Cải thiện ứng dụng Lịch. - Ứng dụng Máy ảnh mới được nâng cấp chức năng ổn định hình ảnh và độ phân giải QVGA. - Hoàn thiện Trợ năng. |                                                  |

| Android 4.1 Jelly Bean (API mức độ 16) | Android 4.1 Jelly Bean (API mức độ 16) | Android 4.1 Jelly Bean (API mức độ 16) | Android 4.1 Jelly Bean (API mức độ 16) |
| Google giới thiệu Android 4.1 (Jelly Bean) tại hội nghị Google I/O vào ngày 27 tháng 6 năm 2012. Dựa trên kernel Linux 3.0.31, Jelly Bean là một bản cập nhật có mục đích chính là cải thiện chức năng và hiệu suất của giao diện người dùng. Hiệu năng cải thiện nhờ vào "Project Butter", nó dự đoán thao tác của người dùng, đồ họa được đệm 3 lần, mở rộng việc sử dụng Vsync và tốc độ khung hình cố định là 60fps để giao diện trở nên linh hoạt và mượt mà. Android 4.1 Jelly Bean được phát hành cho Android Open Source Project ngày 9 tháng 7 năm 2012, và dòng máy tính bảng Nexus 7, thiết bị đầu tiên chạy Jelly Bean, được ra mắt ngày 13 tháng 7 năm 2012. | Google giới thiệu Android 4.1 (Jelly Bean) tại hội nghị Google I/O vào ngày 27 tháng 6 năm 2012. Dựa trên kernel Linux 3.0.31, Jelly Bean là một bản cập nhật có mục đích chính là cải thiện chức năng và hiệu suất của giao diện người dùng. Hiệu năng cải thiện nhờ vào "Project Butter", nó dự đoán thao tác của người dùng, đồ họa được đệm 3 lần, mở rộng việc sử dụng Vsync và tốc độ khung hình cố định là 60fps để giao diện trở nên linh hoạt và mượt mà. Android 4.1 Jelly Bean được phát hành cho Android Open Source Project ngày 9 tháng 7 năm 2012, và dòng máy tính bảng Nexus 7, thiết bị đầu tiên chạy Jelly Bean, được ra mắt ngày 13 tháng 7 năm 2012. | Google giới thiệu Android 4.1 (Jelly Bean) tại hội nghị Google I/O vào ngày 27 tháng 6 năm 2012. Dựa trên kernel Linux 3.0.31, Jelly Bean là một bản cập nhật có mục đích chính là cải thiện chức năng và hiệu suất của giao diện người dùng. Hiệu năng cải thiện nhờ vào "Project Butter", nó dự đoán thao tác của người dùng, đồ họa được đệm 3 lần, mở rộng việc sử dụng Vsync và tốc độ khung hình cố định là 60fps để giao diện trở nên linh hoạt và mượt mà. Android 4.1 Jelly Bean được phát hành cho Android Open Source Project ngày 9 tháng 7 năm 2012, và dòng máy tính bảng Nexus 7, thiết bị đầu tiên chạy Jelly Bean, được ra mắt ngày 13 tháng 7 năm 2012. | Google giới thiệu Android 4.1 (Jelly Bean) tại hội nghị Google I/O vào ngày 27 tháng 6 năm 2012. Dựa trên kernel Linux 3.0.31, Jelly Bean là một bản cập nhật có mục đích chính là cải thiện chức năng và hiệu suất của giao diện người dùng. Hiệu năng cải thiện nhờ vào "Project Butter", nó dự đoán thao tác của người dùng, đồ họa được đệm 3 lần, mở rộng việc sử dụng Vsync và tốc độ khung hình cố định là 60fps để giao diện trở nên linh hoạt và mượt mà. Android 4.1 Jelly Bean được phát hành cho Android Open Source Project ngày 9 tháng 7 năm 2012, và dòng máy tính bảng Nexus 7, thiết bị đầu tiên chạy Jelly Bean, được ra mắt ngày 13 tháng 7 năm 2012. |
| Phiên bản | Ngày phát hành | Tính năng | Hình ảnh |
| --- | --- | --- | --- |
| 4.1 | 9 tháng 7 năm 2012 | - Giao diện người dùng mượt mà hơn: - Áp dụng Vsync cho tất cả toán tử vẽ và hoạt ảnh của Android framework, bao gồm cả render ứng dụng, sự kiện chạm, kết xuất đồ họa và tần số quét màn hình. - Đầu ra đồ họa được đệm 3 lần. - Tăng tốc toàn bộ CPU khi có tương tác đầu vào. - Đồng bộ hóa thao tác chạm với Vsync. - Nâng cao Trợ năng. - Hỗ trợ văn bản hai chiều và ngôn ngữ khác. - Người dùng có thể tùy chỉnh ký tự bàn phím. - Mở rộng thông báo. - Có thể tắt thống báo từng ứng dụng cụ thể. - Lối tắt và widgets có khả năng tự động sắp xếp lại hoặc tự thay đổi kích cỡ để vừa với màn hình chính. - Android Beam đã có thể truyền file qua Bluetooth thông qua NFC. - Máy tính bảng có màn hình nhỏ bây giờ sử dụng phiên bản mở rộng bố cục giao diện và màn hình chính của phiên bản điện thoại. - Cải thiện ứng dụng chụp ảnh. - Âm thanh đa kênh. - Codec Fraunhofer FDK AAC trở thành tiêu chuẩn của Android, hỗ trợ mã hóa & giải mã định dạng AAC 5.1 kênh. - USB audio (dành cho DAC rời). - Âm thanh xâu chuỗi (gapless playback). - Launcher bên thứ 3 có thể thêm widgets từ ứng dụng mà không cần quyền root. | |
| 4.1.1 | 11 tháng 7 năm 2012 | - Sửa lỗi không thể xoay màn hình trong bất kỳ ứng dụng nào trên Nexus 7. | |
| 4.1.2 | 9 tháng 10 năm 2012 | - Xoay màn hình khóa và màn hình chính. - Mở rộng/thu gọn thông báo bằng một ngón tay. - Sửa lỗi và cải thiện hiệu suất. | |